# Dunbar (Virgínia Ocidental)
Dunbar é uma cidade localizada no estado norte-americano de Virgínia Ocidental, no Condado de Kanawha.

## Demografia
Segundo o censo norte-americano de 2000, a sua população era de 8154 habitantes.
Em 2006, foi estimada uma população de 7675, um decréscimo de 479 (-5.9%).

## Geografia
De acordo com o United States Census Bureau tem uma área de
7,3 km², dos quais 7,3 km² cobertos por terra e 0,0 km² cobertos por água.

## Localidades na vizinhança
O diagrama seguinte representa as localidades num raio de 12 km ao redor de Dunbar.